# Куликівка (Куликівська селищна громада)
Куликі́вка — селище Чернігівського району Чернігівської області України.

## Історичні відомості
Як село Куликівка була заснована в середині XVII ст. і приписана до Салтиково-Дівицької сотні Ніжинського полку. Більшу частину населення складали козаки. На початку XVIII ст. село стало ранговим і передавалось полковому судді Роману Лазаревичу, затим сотнику Григорію Романовському і, пізніше, судді Семену Чуйкевичу.
1859 року у козацькому, казенному та власницькому селі, Чернігівського повіту Чернігівської губернії, мешкало 1373 особи (649 чоловічої статі та 724 — жіночої), налічувалось 228 дворових господарств, існувала православна церква та сільська розправа. З 1855 року в селі діяла двокласна приходська школа, яка до 1879 року не мала власної будівлі, і розташовувалась в селянському домі.
У 1875 році відкрили земську лікарню.
Станом на 1885 рік у колишньому казенному та власницькому селі Салтиково-Дівицької волості мешкало 1518 осіб, налічувалось 273 дворових господарства, існували православна церква, школа, 2 постоялих будинки, 3 лавки, 40 вітряних млинів і 5 маслобійних заводів.
За переписом 1897 року кількість мешканців зросла до 2258 осіб (1091 чоловічої статі та 1167 — жіночої), з яких 2241 — православної віри.
На межі XIX-ХХ ст. в селі активно розвивалась підприємницька діяльність. Тут діяли винокурня Селецьких, завод цегли, паровий млин, маслобійня. З 1893 року повз село почали їздити вузкоколійні потяги, оскільки залізнична колія Чернігів-Крути проходила через Куликівку. Завдяки залізниці місцеві жителі їздили на базари Чернігова та Ніжина (Свого базара на той час в Куликівці не було).
У 1909 році в селі з'явилась чотирикласна школа, яку відвідували близько 100 учнів.
Перший радянський період в історії Куликівки припав на січень-лютий 1918 року. Друге захоплення села більшовиками відбулось 10 січня 1919 року силами Таращанського полку. Радянські перетворення почали зі створення ревкома у складі 5 осіб на чолі з П. Т. Хорошком. Через місяць в селі обрали раду. З жовтня 1919 року село на три місяці перейшло під управління білогвардійців, тому остаточне встановлення радянської окупації відбулось лише 2 січня 1920 року із обранням нової сільради на чолі з Дзюбою П. В. і ревкому. З цього моменту на Куликівку почали поширювати господарські методи воєнного комунізму.
З 1920 року Куликівка стала волосним центром. З 1923 — центром району Чернігівської округи, 529 дворів, 2792 мешканця. Тоді ж в селі з'явився клуб, а через два роки — семирічна школа. У 1924 році в селі провели сільськогосподарську виставку.
Рівень господарства станом на 1913 рік в селі змогли відновити лише в кінці 1920-х років. Відновили занедбані млин, цегляний завод і маслобійню. Масову колективізацію мешканці зустріли повстаннями вже у 1929 році, які супроводжувались підпалами партійних будівель.
Під час організованого радянською владою Голодомору 1932—1933 років помер щонайменше 21 житель селища.
У 1935 році в Куликівці було зведено льонозавод, продукція якого, у післявоєнний час, йшла на експорт в Угорщину. Його працівники брали участь у з'їзді передовиків льоноводства в Москві у 1936 році. З 1938 року запрацював маслозавод.
З 8 вересня 1941 року Куликівка потрапила під німецьку окупацію. Німецька адміністрація розташувала у сільській школі в'язницю.
З листопада 1941 року їм протистояла підпільна організація, яка у 1943 році долучилась до партизан.
Німецька окупація завершилась відновленням російської 18 вересня 1943 року. До 1945 року було відновлено льонозавод, з 1946 року почала діяти електростанція, будинок культури, готель і т. ін. До кінця 1950 року запрацювала нова лікарня. Маслозавод отримав нову будівлю у 1954 році.
У 1960 році Куликівка отримала статус селища міського типу.

## Населення

### Чисельність населення
| 1959 | 1979 | 1989 | 2001 | 2016 | 2022 |
| ---- | ---- | ---- | ---- | ---- | ---- |
| 3905 | 5097 | 6084 | 5961 | 5412 | 4928 |

### Мова
Розподіл населення за рідною мовою за даними перепису 2001 року:
| Мова            | Кількість | Відсоток |
| --------------- | --------- | -------- |
| українська      | 5699      | 97.15%   |
| російська       | 142       | 2.42%    |
| білоруська      | 12        | 0.21%    |
| румунська       | 3         | 0.05%    |
| вірменська      | 2         | 0.03%    |
| угорська        | 1         | 0.02%    |
| інші/не вказали | 7         | 0.12%    |
| Усього          | 5866      | 100%     |

В селищі народився Сніжок Ігор Сергійович (6.12.1973 — 2.02.2015), підполковник ЗСУ, загинув 2 лютого 2015 р. поблизу Дебальцеве під час мінометного обстрілу базового табору.
Похований у селищі Куликівка Чернігівської області. Указом Президента України № 282 від 23 травня 2015 року «за особисту мужність і героїзм, виявлені у захисті державного суверенітету та територіальної цілісності України, вірність військовій присязі» нагороджений орденом Богдана Хмельницького III ступеня (посмертно).

## Економіка
В райцентрі є молочний завод ПрАТ «Куликівське молоко». Розміщується за адресою вул. 8 Березня 18 а.
Також в райцентрі розміщується офіс СФГ «Колос».

## Освіта
В Куликівці є середня школа і Куликівський професійний аграрний ліцей.

Гуртожиток Куликівського професійного аграрного ліцею
Куликівський професійний аграрний ліцей у 2014 році

## Релігія
В центрі селища знаходиться Михайлівський храм.

## Персоналії
- Гуз Марк Дмитрович (1919—1990) — старший сержант Робітничо-селянської Червоної Армії, Герой Радянського Союзу.
- Сніжок Ігор Сергійович (1973—2015) — полковник Збройних сил України, учасник оборони Вітчизни від російських агресорів.
- Труш Віктор Владиславович — політик і підприємець, голова СФГ «Колос», найбільшого у Куликівському районі виробника м'ясопродуктів та заморожених напівфабрикатів.
- Янголь Леонід Михайлович (1978—2023) — сержант Збройних сил України, учасник російсько-української війни, Герой України (2024, посмертно).

## Галерея

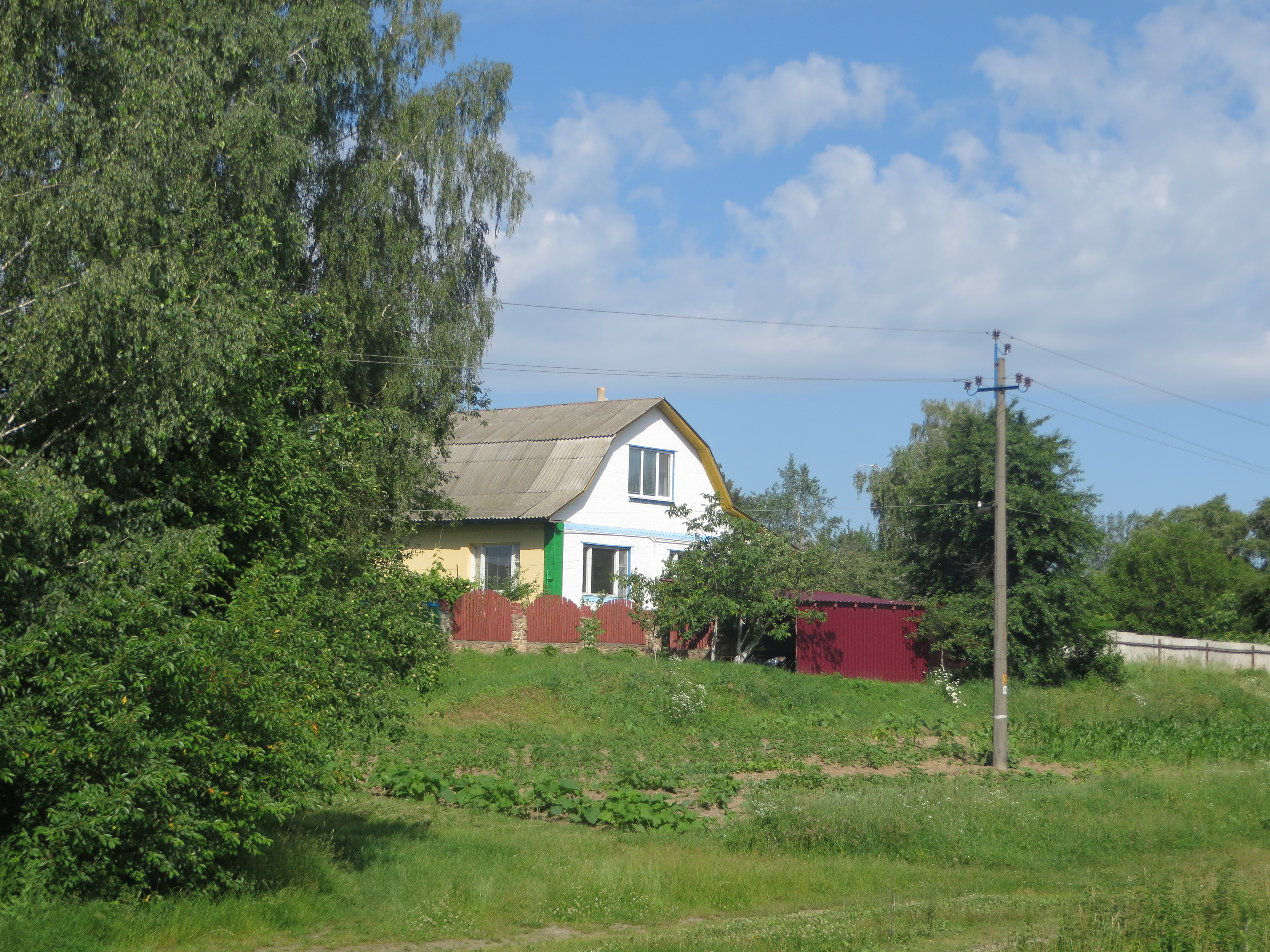
Будинок біля залізничного вокзалу
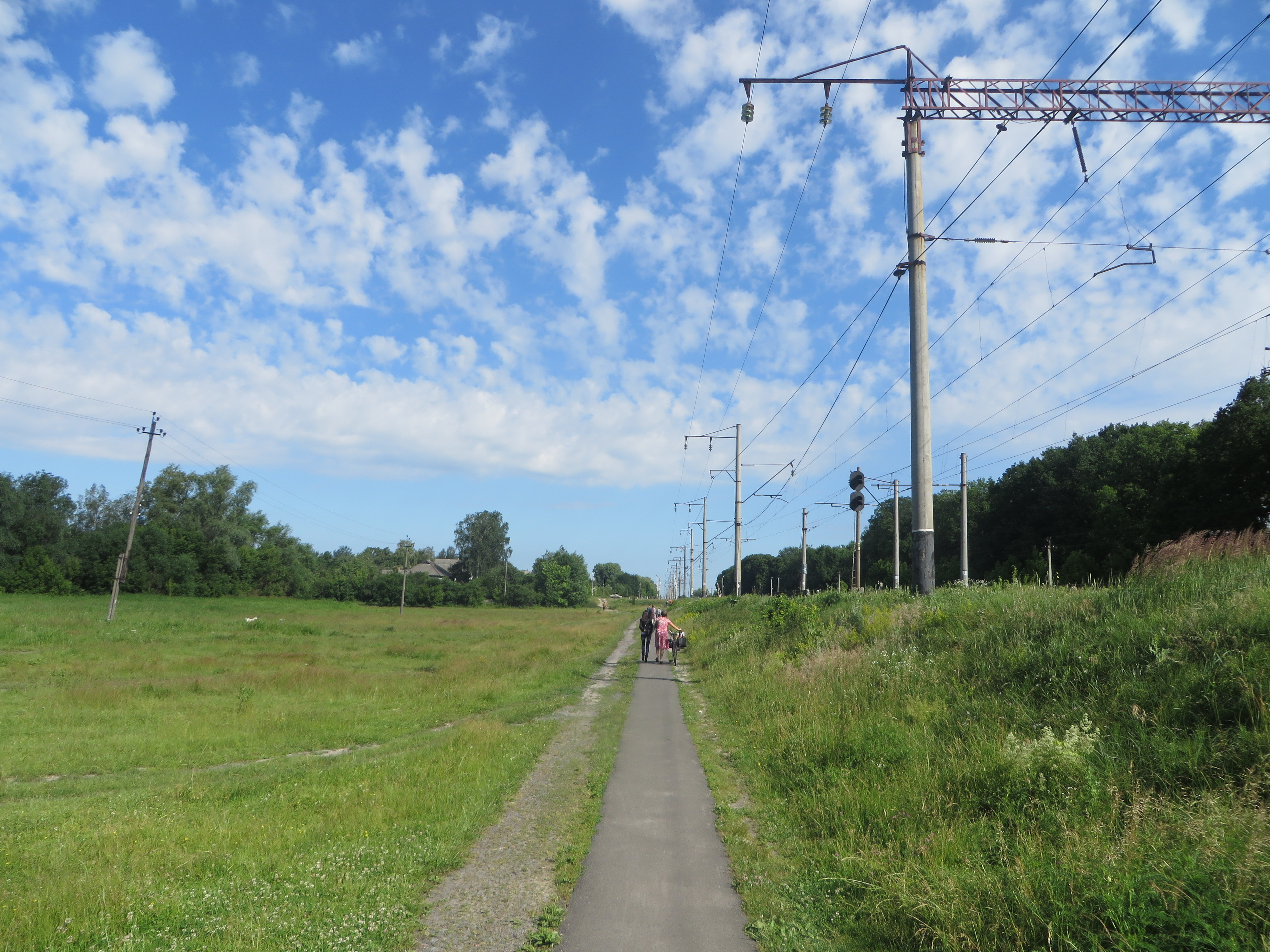
Біля залізничного вокзалу
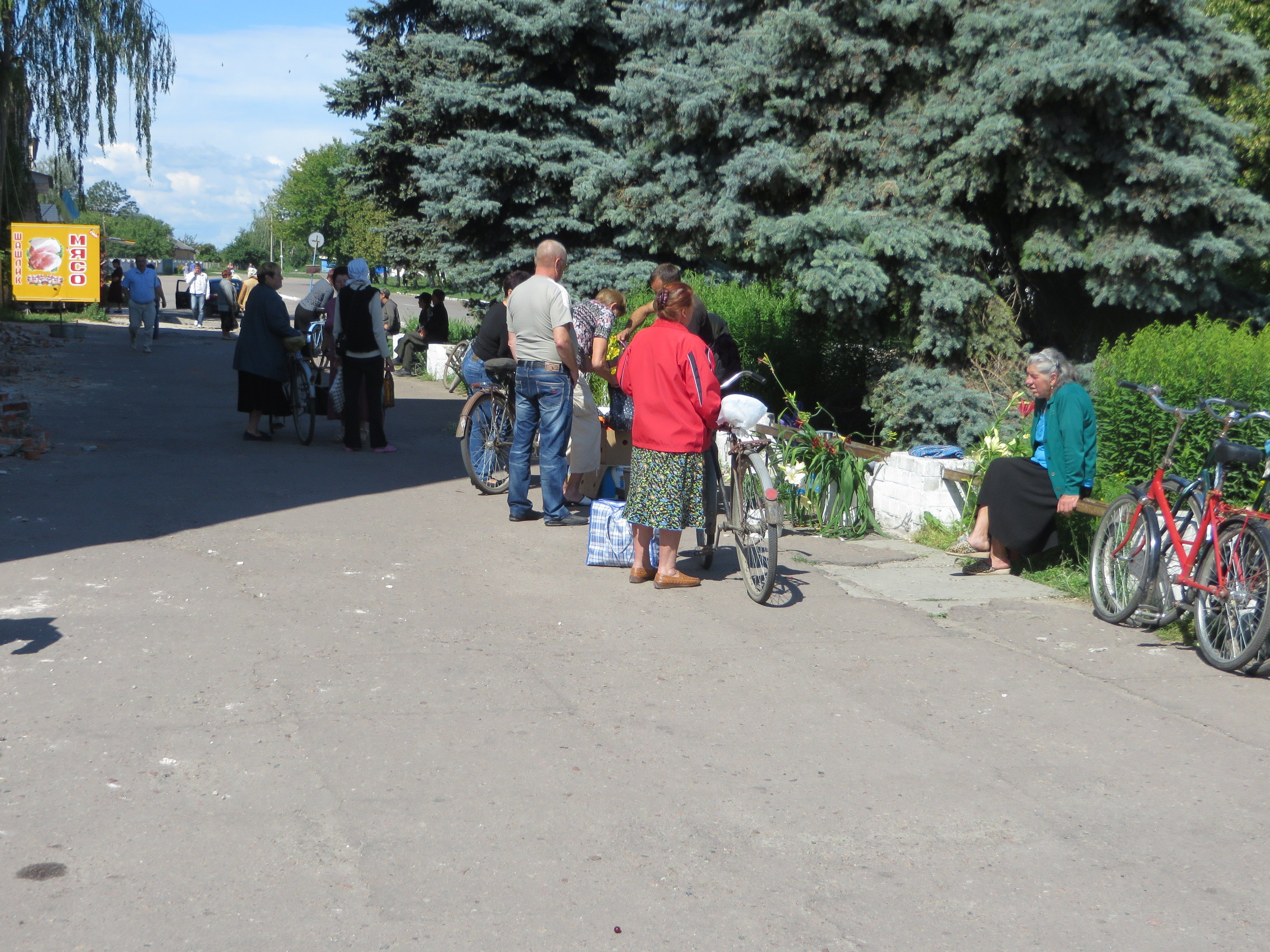
Базар у центрі
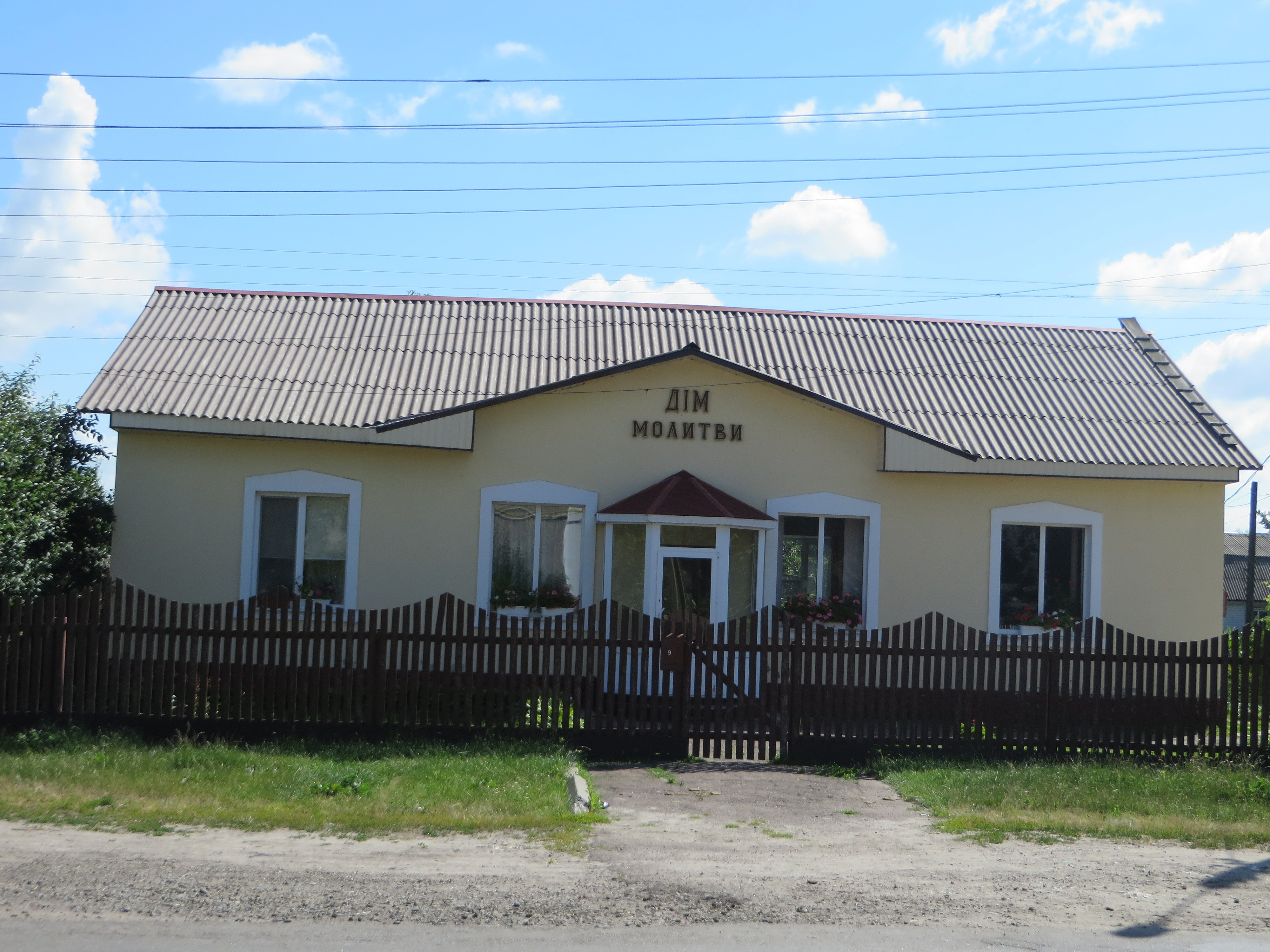
Молитовний дім
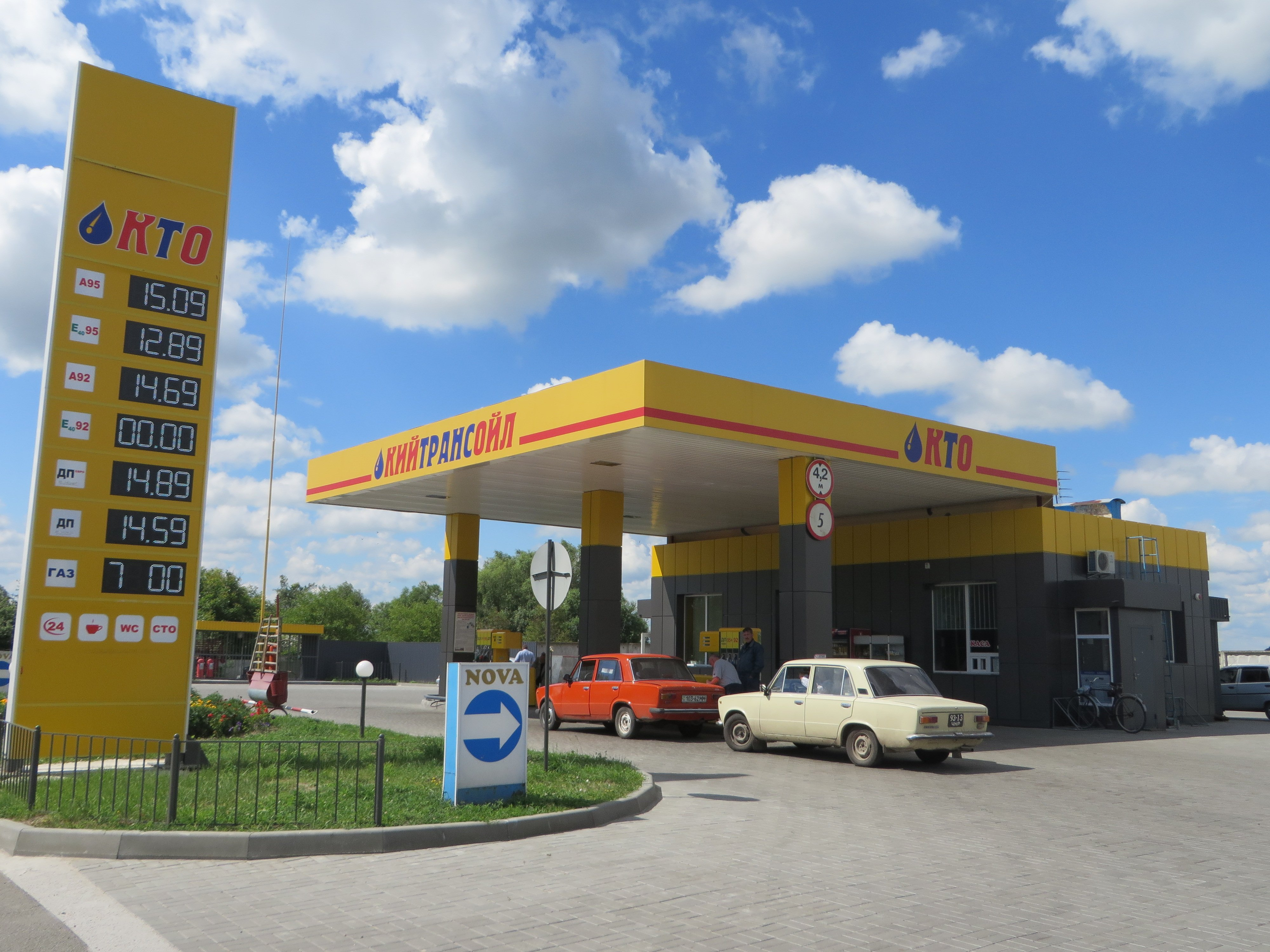
АЗС зі сторони Жуківки
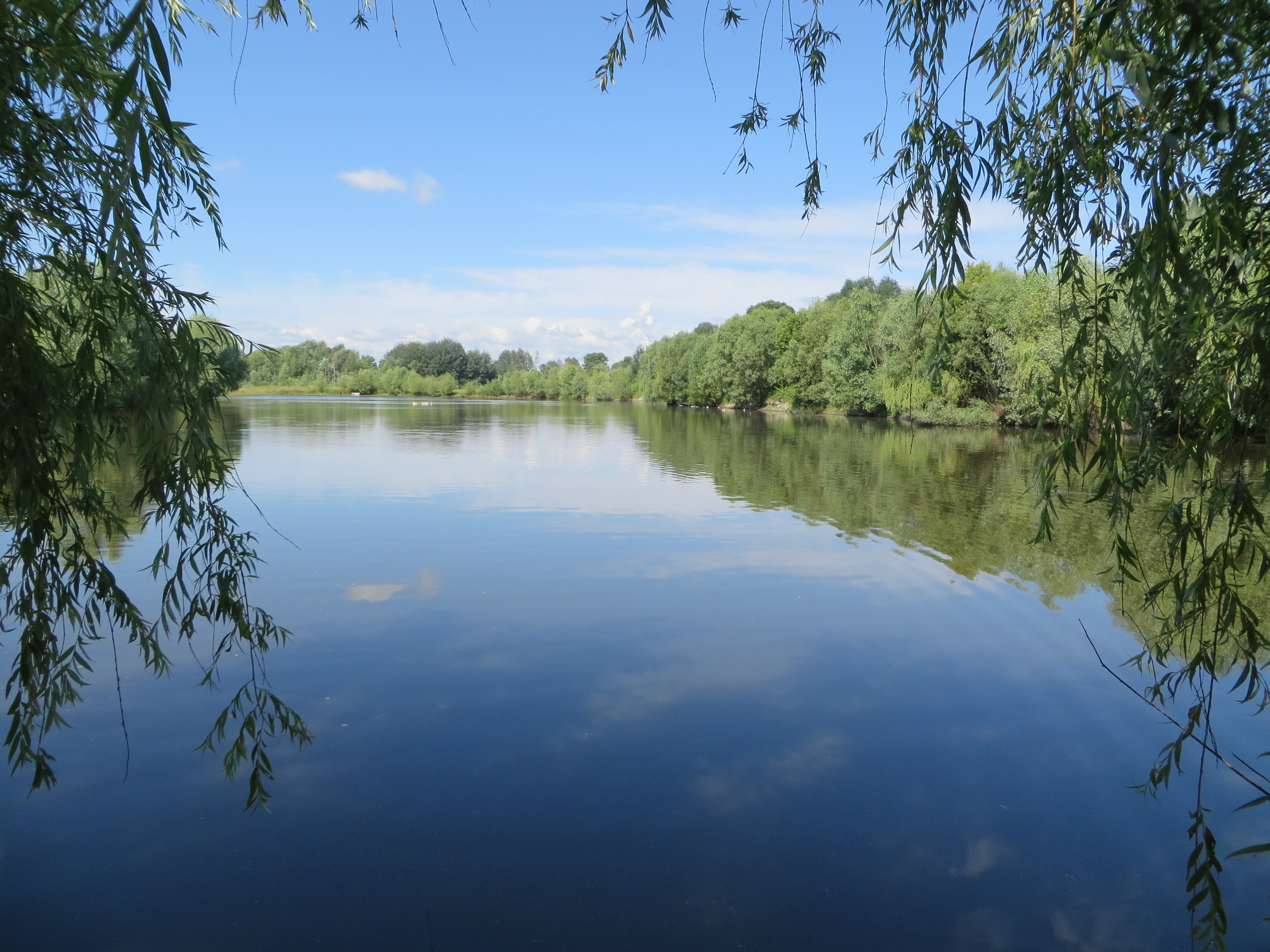
Озеро у центрі
Будинок культури
Новий 5-ти поверховий будинок по вулиці Миру
Меблевий салон "Лілія"
Типовий двоповерховий будинок
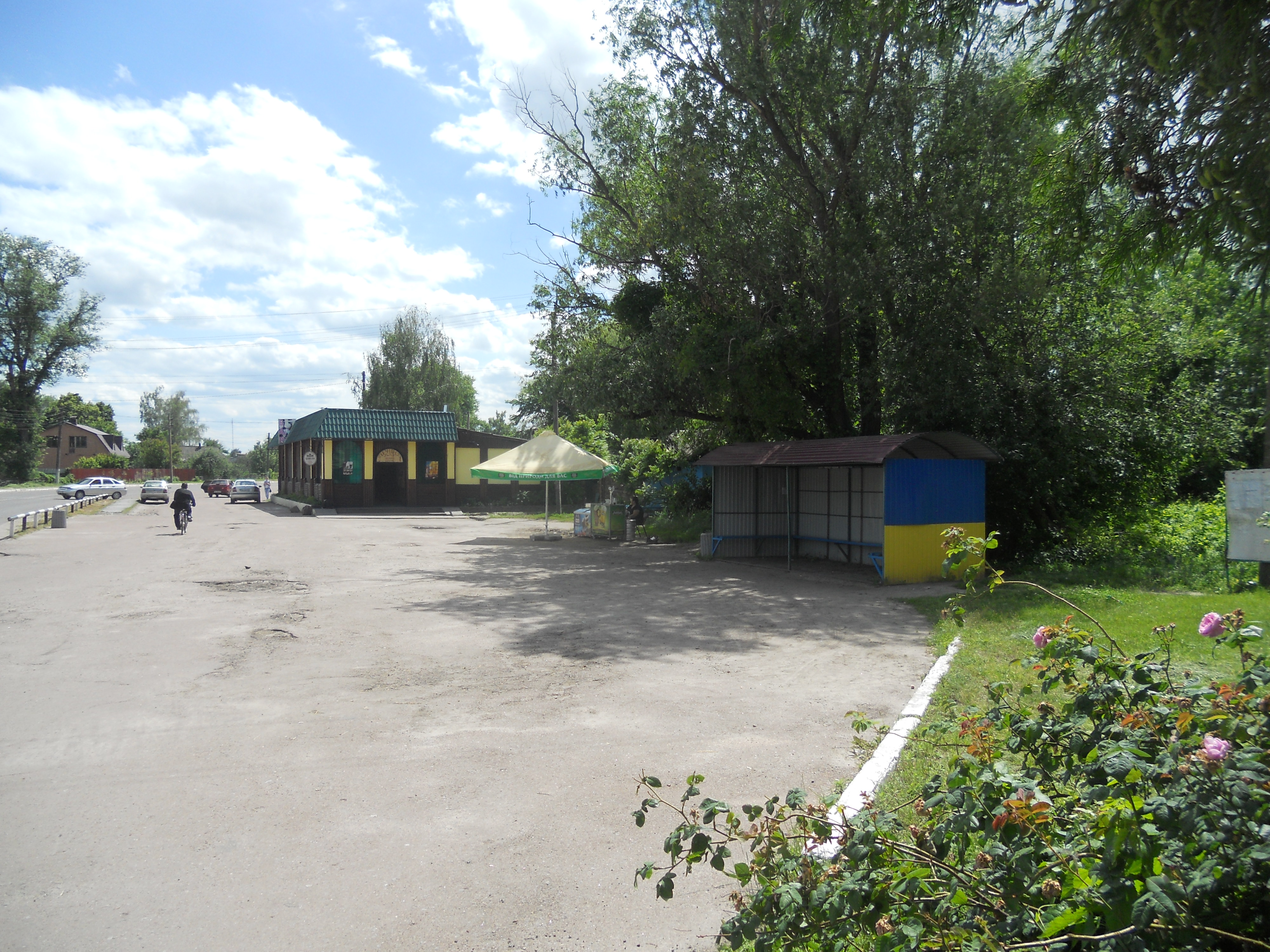
Автобусна зупинка
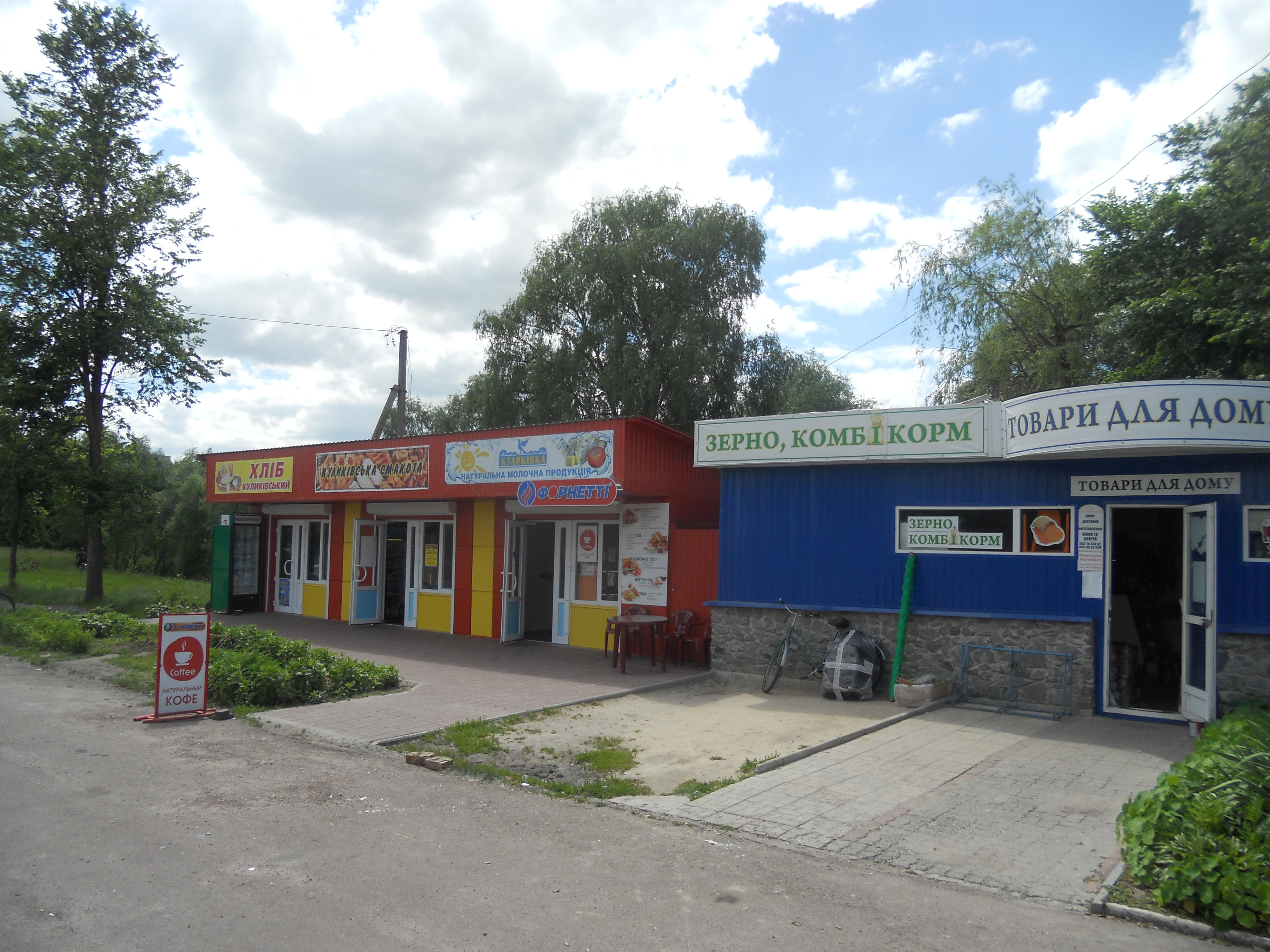
Магазини